# Chalcovietnamicus terbakar
Espèce
Chalcovietnamicus terbakar est une espèce d'araignées aranéomorphes de la famille des Salticidae.

## Distribution
Cette espèce est endémique de Singapour. Elle se rencontre dans la réserve de zones humides Sungei Buloh.

## Description
La carapace du mâle holotype mesure 2,05 mm et l'abdomen 1,98 mm et la carapace de la femelle paratype 1,73 mm et l'abdomen 1,78 mm.

## Systématique et taxinomie
Cette espèce a été décrite par Yu, Maddison et Zhang en 2023.

## Publication originale
- Yu, Hoang, Maddison & Zhang, 2023 : « Review of Chalcovietnamicus Marusik, 1991, with description of four new species (Araneae, Salticidae, Euophryini). » Zootaxa, no 5336(4), p. 451-480.